# Беседин, Виктор Андреевич
Виктор Андреевич Бесе́дин (1925—1992) — советский эстрадный певец, народный артист РСФСР (1980).

## Биография
Родился 7 мая 1925 года в Брянске. В годы Великой Отечественной войны служил фронтовым разведчиком. Получил тяжёлое ранение с последующей ампутацией правой ноги. Решающую роль в судьбе Беседина сыграла его встреча в госпитале с фронтовой бригадой, в составе которой был знаменитый бас А. С. Пирогов. Артист, прослушав в исполнении Беседина «Есть на Волге утёс», рекомендовал ему заниматься вокалом профессионально. Окончив вокальный факультет МГК имени П. И. Чайковского (1952), Виктор начал выступать на эстраде. С 1950 года солист Русской хоровой капеллы, с 1954 года — эстрадного оркестра под управлением Д. Я. Покрасса, с 1956 года — артист Москонцерта. Первый исполнитель ряда переложений советских композиторов, в том числе А. Г. Флярковского, В. Я. Шаинского, Э. С. Колмановского. В середине 1970-х годов В. А. Беседин создал коллектив, в котором родился популярный вокальный дуэт Галины Бесединой и Сергея Тараненко.
Умер 21 июня 1992 года. Похоронен в Москве на Донском кладбище.

## Награды и звания
- лауреат III Всесоюзного конкурса артистов эстрады (1958)
- народный артист РСФСР (13.08.1980)
- заслуженный артист РСФСР (07.05.1965)
- орден Отечественной войны II степени (06.08.1945; был представлен к медали «За отвагу»)
- орден Отечественной войны I степени (06.04.1985)
- орден «Знак Почёта»
- медали